# Driftpile River
Driftpile River är ett vattendrag i Kanada.   Det ligger i provinsen Alberta, i den centrala delen av landet, 3 000 km väster om huvudstaden Ottawa. Driftpile River ligger vid sjön Lilla Slavsjön.
Omgivningarna runt Driftpile River är en mosaik av jordbruksmark och naturlig växtlighet. Runt Driftpile River är det mycket glesbefolkat, med 2 invånare per kvadratkilometer.